# Þorgils saga ok Hafliða
Þorgils saga ok Hafliða (o Saga de Thorgils y Hlafidi) es el segundo libro de la saga Sturlunga, una de las sagas islandesas que narran la historia de la Mancomunidad Islandesa. Þorgils saga ok Hafliða se inicia en un momento histórico de 1117. Es una de las sagas junto a Saga Svínfellinga donde la figura de la mujer intenta prevenir la violencia en dos ocasiones entre clanes como resultado de las venganzas típicas de la sociedad nórdica del momento. Este protagonismo se contrapone a la presunta misoginia de, por ejemplo, la saga Íslendinga.
La historia relata las diferencias entre dos caudillos locales, los goðis Þorgils Oddson y Hafliði Másson, y la batalla que tuvo lugar en el althing de 1121 entre los ejércitos de Þorgils con 940 hombres y Hafliði con 1440 hombres. No hubo reconciliación pese a la intervención de mediadores, hasta la aparición de la figura neutral del obispo Ketill Þorsteinsson en el capítulo 28 que ofrece moderación y compromiso de acuerdo. El acuerdo es firme y se mantiene la paz, Þorgils ofrece valiosos obsequios a Hafliði y a partir de ese momento ambos se apoyan en procedimientos legales como aliados.